# Ligne d'Alençon à Condé-sur-Huisne
La ligne ferroviaire d'Alençon à Condé-sur-Huisne est une ancienne ligne de chemin de fer française, se trouvant dans le département de l'Orne et la région Normandie. Elle reliait entre elles les localités d'Alençon et Condé-sur-Huisne, et plus largement les villes d'Alençon à Nogent-le-Rotrou par Mortagne-au-Perche, en débouchant sur la Paris - Le Mans à Condé-sur-Huisne. Elle permettait ainsi une traversée ferroviaire du Perche.
Elle constitue la ligne n° 423 000 du réseau ferré français.
Cette ligne est aujourd'hui reconvertie en voie verte, la Voie verte Condé-sur-Huisne-Alençon.

## Histoire
La ligne est déclarée d'utilité publique et classée d'intérêt local par un décret impérial du 12 mars 1870.
Le 6 mai 1873, elle est mise en service d'Alençon à Condé-sur-Huisne.
La ligne est cédée à l'État par le syndic de faillite de la Compagnie des chemins de fer de l'Orne par une convention signée avec le ministre des Travaux publics le 14 janvier 1890. Cette convention est approuvée par une loi le 20 juin 1891, qui intègre aussi la ligne au réseau de la Compagnie des chemins de fer de l'Ouest.
Elle est fermée au trafic voyageurs le 1er août 1953, au trafic marchandises de Mortagne à Mauves-Corbon le 3 novembre 1969, de Boissy-Maisons-Maugis à Condé-sur-Huisne le 7 mai 1971.
Fermée définitivement en 1984, la ligne est retranchée du réseau ferré national le 17 novembre 2001 d'Alençon (pk 0,392) à Condé-sur-Huisne (pk 65,920). En 2002, elle est rachetée par le conseil général de l'Orne à Réseau ferré de France.
Les travaux de la Voie verte Condé-sur-Huisne-Alençon commencent le 25 septembre 2009, après l'attribution de subvention par le conseil général de l'Orne, et elle est inaugurée le 13 juin 2010. Elle fait partie de la véloroute Véloscénie.